# Воля-Ваповська
Воля-Ваповська (пол. Wola Wapowska) — село в Польщі, у гміні Крушвиця Іновроцлавського повіту Куявсько-Поморського воєводства.
Населення — 188 осіб (2011).
У 1975-1998 роках село належало до Бидгощського воєводства.

## Демографія
Демографічна структура станом на 31 березня 2011 року:
|          | Загалом | Допрацездатний вік | Працездатний вік | Постпрацездатний вік |
| -------- | ------- | ------------------ | ---------------- | -------------------- |
| Чоловіки | 93      | 21                 | 67               | 5                    |
| Жінки    | 95      | 27                 | 51               | 17                   |
| Разом    | 188     | 48                 | 118              | 22                   |